# اچ‌ام‌اس استورم (پی۲۳۳)
اچ‌ام‌اس استورم (پی۲۳۳) (به انگلیسی: HMS Storm (P233)) یک زیردریایی بود که طول آن ۲۱۷ فوت (۶۶ متر) بود. این زیردریایی در سال ۱۹۴۳ ساخته شد.